# Cuvette (analyse)
Pour les articles homonymes, voir Cuvette.

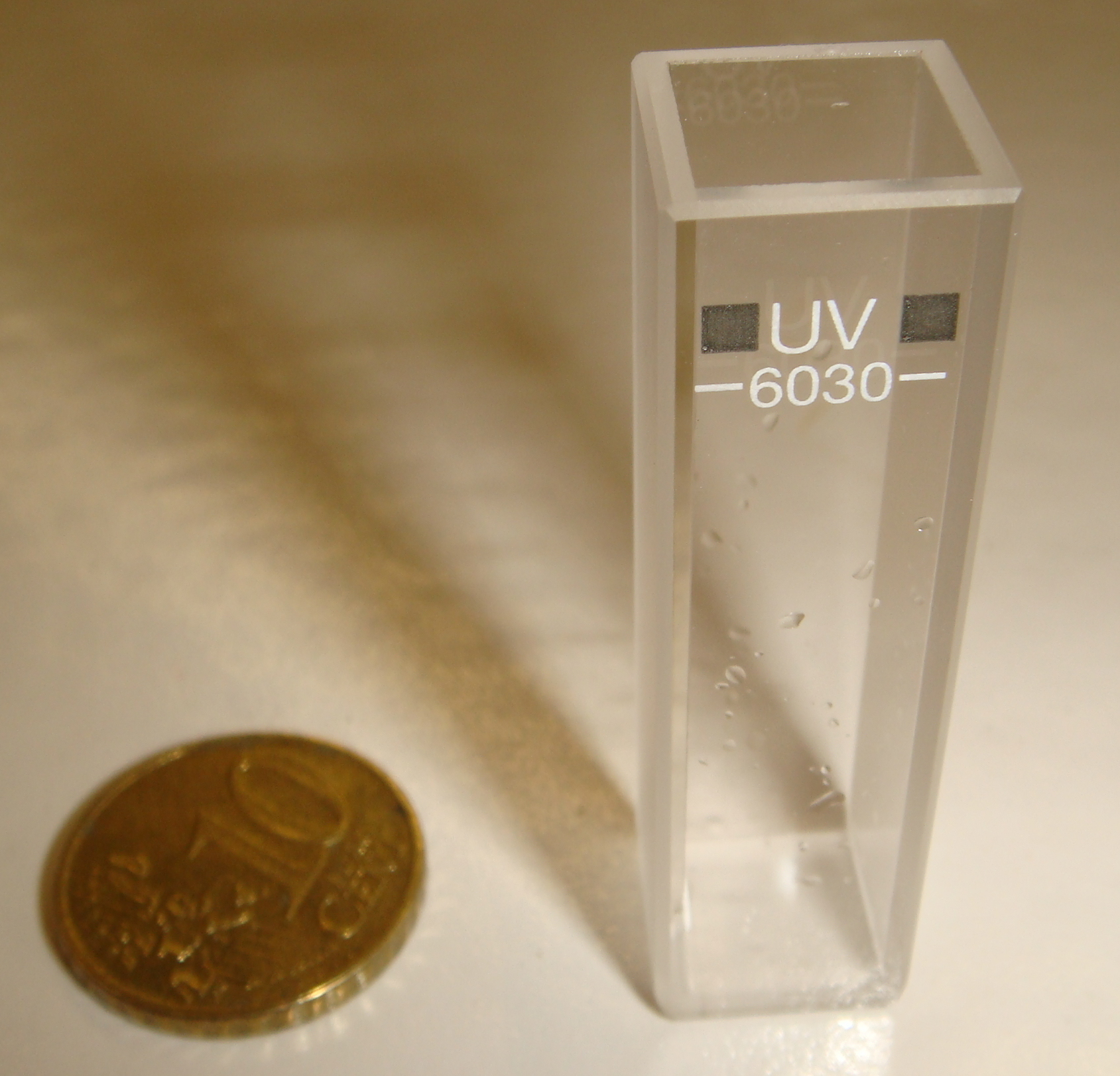
Cuvette.

Une cuvette est un petit tube de section carrée, rectangulaire ou circulaire, scellé à une extrémité, en plastique, verre, silice fondue ou verre de quartz, utilisé pour l'analyse par spectroscopie d'échantillons le plus souvent liquides. La cuvette, d'une capacité de quelques millilitres, peut être munie d'un bouchon (ou de Parafilm) pour la sceller et permettre l'agitation du contenu. Sa surface doit être propre avant fixation dans le porte-cuvette du spectromètre.
Des tubes à essai sont aussi utilisés comme cuvettes dans certains instruments.